# افسانه حسامی‌فرد
افسانه حسامی‌فرد(زاده ۵ دی ۱۳۵۵ در سبزوار) پزشک و کوهنورد ایرانی، مربی درجه ۳ کوهپیمایی و مدرس پزشکی کوهستان از فدراسیون کوهنوردی و صعودهای ورزشی است. وی اولین بانوی ایرانی فاتح قله کی۲، فنی‌ترین و سخت‌ترین قله جهان است. حسامی‌فرد چهارمین بانوی ایرانی است که در ۲۴ اردیبهشت ۱۴۰۱ قله ۸۸۴۸ متری اورست را فتح نمود.  
وی در ۱۷ فروردین ۱۴۰۱ قله دماوند را فتح نموده بود. او با مدرک دکترای حرفه‌ای پزشکی، پزشک تیم‌های ورزشی و مدرس پزشکی کوهستان و مربی کوهنوردی است. افسانه حسامی‌فرد در شنبه ۱۱ بهمن ۱۳۹۹ با کسب رای مثبت همه اعضا، رئیس هیئت کوهنوردی و صعودهای ورزشی استان خراسان شمالی است. او تاکنون با پشتیبانی و حمایت‌های ویتابیوتیکس، به ۱۳ قله از ۱۴ قله بالای هشت هزار متری جهان صعود کرده است: اورست، لهوتسه، کی۲، برودپیک، آناپورنا، نانگاپاربات، گاشربروم ۱، گاشربروم ۲، ماکالو، ماناسلو، شیشاپانگما ، دهالاگیری و کانگچنجونگا.. 'او هدف خود از کوهنوردی را، رسیدن به «حقیقت زندگی» می‌داند.'

## تحصیلات
افسانه حسامی‌فرد در پاییز ۱۳۷۵ در رشته دکترای حرفه‌ای پزشکی در دانشگاه علوم پزشکی مشهد پذیرفته شد. وی توانست در سال ۱۳۸۳ با اخذ مدرک دکترای حرفه‌ای دانش‌آموخته شود.

## مسئولیت‌ها
- رئیس کمیته پزشکی کوهستان استان خراسان شمالی به مدت ۴ سال
- نایب رئیس هیئت کوهنوردی خراسان شمالی به مدت دو سال
- رئیس هیئت کوهنوردی و صعودهای ورزشی خراسان شمالی دو سال
- پزشک داوطلب جمعیت هلال احمر
- عضو انجمن پزشکان بدون مرز
- پزشک برگزیده جمعیت هلال احمر کشور در سال ۱۳۸۷
- پزشک تیم های ورزشی
- مدرس پزشکی کوهستان
- مدرس نمونه پزشکی کوهستان فدراسيون کوهنوردی جمهوری اسلامي ايران در سال ۱۳۹۸
- عضو هیئت مدیره سازمان نظام پزشکی بجنورد به مدت ۴ سال
- دبیر سازمان نظام پزشکی خراسان شمالی به مدت ۴ سال
- دادیار سازمان نظام پزشکی جمهوری اسلامی ایران
- پزشک معتمد بیمه کارآفرین
- رییس مرکز بیماری های رفتاری هلال احمر خراسان شمالی به مدت ۲ سال
- عضو کمیته امداد و نجات کوهستان کشور
- پزشک برگزیده سازمان نظام پزشکی کشور در سال ۱۴۰۱

## صعودهای درون مرزی
| ردیف | نام قله   | ارتفاع به متر | شهرستان              | استان        | تاریخ صعود               | توضیح      |
| ---- | --------- | ------------- | -------------------- | ------------ | ------------------------ | ---------- |
| ۱    | دماوند    | ۵۶۱۰ متر      | لاریجان آمل          | مازندران     | دوشنبه، ۱۰ تیر ۱۳۹۸      |            |
| ۱    | دماوند    | ۵۶۱۰ متر      | لاریجان آمل          | مازندران     | چهارشنبه ۱۷ فروردین ۱۴۰۱ |            |
| ۲    | علم‌کوه    | ۴۸۵۰ متر      | کلاردشت              | مازندران     | پنج شنبه، ۱۸ اَمرداد ۱۳۹۷ | به نام پدر |
| ۳    | سبلان     | ۴۸۱۱ متر      | مشگین‌شهر             | اردبیل       | دوشنبه، ۱۷ تیر ۱۳۹۸      |            |
|      | آزاد کوه  | ۴۳۵۵ متر      | بلده نور             | مازندران     |                          |            |
| ۴    | بینالود   | ۳۲۱۱ متر      | شهرستان طرقبه شاندیز | خراسان رضوی  | چهارشنبه، ۲۵ مهر ۱۳۹۷    |            |
|      | قله توچال | ۳۹۶۳ متر      | شهرستان شمیرانات     | تهران        | جمعه، ۲۸ دی ۱۳۹۷         |            |
|      | قله توچال | ۳۹۶۳ متر      | شهرستان شمیرانات     | تهران        | جمعه، ۱۳ اردیبهشت ۱۳۹۸   |            |
|      | قله توچال | ۳۹۶۳ متر      | شهرستان شمیرانات     | تهران        | یکشنبه، ۲۳ تیر ۱۳۹۸      |            |
|      | قله توچال | ۳۹۶۳ متر      | شهرستان شمیرانات     | تهران        | یکشنبه، ۱۹ آبان ۱۳۹۸     |            |
|      | یمان داغی |               | بجنورد               | خراسان شمالی | سه شنبه، ۲۹ فروردین ۱۳۹۶ |            |
|      | یمان داغی |               | بجنورد               | خراسان شمالی | جمعه، ۲۵ آبان ۱۳۹۷       |            |

## صعودهای برون مرزی

### قللهشت هزار متری‌ها
| ردیف | نام قله           | ارتفاع به متر | مکان         | تاریخ صعود                                   | توضیحات |
| ---- | ----------------- | ------------- | ------------ | -------------------------------------------- | --- |
| ۱    | ماناسلو           | ۸۱۶۳ متر      | نپال         | پاییز ۱۴۰۰ (بار دوم ۷ بامداد ۳۰ شهریور ۱۴۰۳) | نخستین صعود یکی از قلل هشت هزار متری‌ها                                                                                               |
| ۲    | اورست             | ۸۸۴۸ متر      | نپال         | شنبه ۲۴ اردیبهشت ۱۴۰۱                        | چهارمین بانوی ایرانی صعودکننده |
| ۳    | کی ۲              | ۸۶۱۱ متر      | پاکستان/ چین | جمعه ۳۱ تیر ۱۴۰۱                             | اولین بانوی ایرانی صعودکننده |
| ۴    | برودپیک           | ۸۰۵۱ متر      | پاکستان/ چین | چهارشنبه ۵ مرداد ۱۴۰۱                        | اولین بانوی ایرانی صعودکننده |
| ۵    | آناپورنا          | ۸۰۹۱ متر      | نپال         | یکشنبه ۲۷ فروردین ۱۴۰۲                       | اولین بانوی ایرانی صعودکننده، پنجمین قله از هشت هزار متری‌ها                                                                          |
| ۶    | لهوتسه            | ۸۵۱۶ متر      | نپال         | پنج شنبه ۲۸ اردیبهشت ۱۴۰۲                    | |
| ۷    | گاشربروم ۱ (کی ۵) | ۸۰۸۰ متر      | پاکستان/ چین | تابستان ۱۴۰۲                                 | اولین بانوی ایرانی صعودکننده |
| ۸    | گاشربروم ۲ (کی ۴) | ۸۰۳۴ متر      | پاکستان/ چین | جمعه ۳۰ تیر ۱۴۰۲                             | به یاد لیلا اسفندیاری |
| ۹    | نانگاپاربات       | ۸۱۲۶ متر      | پاکستان/ چین | دوشنبه ۱۲ تیر ۱۴۰۲                           | کوه قاتل، کوه عریان |
| ۱۰   | ماکالو            | ۸۴۸۵ متر      | نپال         | دوشنبه ۱۷ اردیبهشت ۱۴۰۳                      | اولین بانوی ایرانی صعودکننده، دهمین قله از هشت هزار متری‌ها                                                                           |
| ۱۱   | شیشاپانگما        | ۸۰۲۷ متر      | چین          | ۶ صبح چهارشنبه ۱۸ مهر ۱۴۰۳                   | اولین بانوی ایرانی صعودکننده، یازدهمین قله از هشت هزار متری‌ها                                                                        |
| ۱۲   | دهالاگیری         | ۸۱۶۷ متر      | نپال         | ۹:۳۵ دقیقه صبح شنبه ۲۰ اردیبهشت ۱۴۰۴         | در پاییز ۱۴۰۱ بخاطر شرایط نامساعد آب و هوا فقط تا کمپ ۳ صعود کرده‌بود. اولین بانوی ایرانی صعودکننده، دوازدهمین قله از هشت هزار متری‌ها |
| ۱۳   | کانگچنجونگا       | ۸۵۸۶ متر      | نپال         | ۶:۵۵ دقیقه صبح شنبه ۳ خرداد ۱۴۰۴             | در بهار ۱۴۰۳ بخاطر شرایط نامساعد آب و هوا فقط تا کمپ ۴ صعود کرده‌بود. اولین بانوی ایرانی صعودکننده، سیزدهمین قله از هشت هزار متری‌ها   |

### سایر قلل برون مرزی
| ردیف | نام قله                 | ارتفاع به متر    | مکان                 | تاریخ صعود   | توضیحات |
| ---- | ----------------------- | ---------------- | -------------------- | ------------ | ------- |
| ۱    | قله ابن سینا (قله لنین) | ۷۱۳۴ متر         | تاجیکستان/ قرقیزستان | مرداد ۱۳۹۸   |         |
| ۲    | قله آیلند پیک           | ۶۱۸۹ ؟؟ ۶۱۴۸ متر | نپال                 | فروردین ۱۳۹۸ |         |
| ۳    | قله کالاپاتار           | ۵۶۴۴ متر         | نپال                 | اسفند ۱۳۹۷   |         |
| ۴    | قله رازدلینا            | ۶۲۰۰ متر         | قرقیزستان            |              |         |

## رکورد
- چهارمین بانوی ایرانی فاتح قله اورست (پس از فرخنده صادق و لاله کشاورز (۱۳۸۹) و پروانه کاظمی (۱۳۹۲))[۱۲]
- اولین بانوی ایرانی فاتح قله کی۲[۱۳]
- اولین بانوی ایرانی فاتح قله برودپیک
- اولین بانوی ایرانی فاتح قله آناپورنا
- اولین بانوی ایرانی فاتح قله گاشربروم ۱
- اولین بانوی ایرانی فاتح قله ماکالو
- اولین بانوی ایرانی فاتح قله شیشاپانگما
- اولین بانوی ایرانی فاتح قله دائولاگیری
- اولین بانوی ایرانی فاتح قله کانگچنجونگا
- اولین بانوی ایرانی فاتح انفرادی از سه جبهه به قله دماوند

## سقوط آزاد
افسانه حسامی‌فرد بجز کوهنوردی به سقوط آزاد نیز علاقمند است. او به همین منظور در جمعه ۱۵ تیر ۱۴۰۳ (برابر با ۵ ژوئیه ۲۰۲۴) به کشور روسیه سفر کرد تا در دوره آموزشی سقوط آزاد از هواپیما شرکت کند. وی این دوره سه هفته‌ای را با موفقیت گذراند. او سقوط آزاد از هواپیما و هلیکوپتر را از ارتفاع ۴۰۰۰ متری و باز کردن چتر نجات را از ارتفاع ۱۶۰۰ متری تجربه کرد.
افسانه حسامی ‌فرد در سال ۱۳۹۴ خورشیدی برابر با ۲۰۱۵ میلادی موفق شد با گذراندن دوره آموزشی ۹۰ ساعت نظری و ۵۰ ساعت عملی در فرودگاه بجنورد، گواهینامه بین‌المللی هواپیمای فوق سبک را دریافت نماید.